# Macrocerca strazanaci
Macrocerca strazanaci är en kackerlacksart som beskrevs av Roth, L. M. 1993. Macrocerca strazanaci ingår i släktet Macrocerca och familjen storkackerlackor.
Artens utbredningsområde är Papua Nya Guinea. Inga underarter finns listade i Catalogue of Life.